# 地下鉄御堂筋事件
地下鉄御堂筋事件（ちかてつみどうすじじけん）とは、1988年（昭和63年）11月4日に発生した強姦事件。地下鉄御堂筋線事件とも呼ばれる。

## 概要
1988年（昭和63年）11月4日21時頃、大阪市内を走行中の大阪市営地下鉄（現：大阪市高速電気軌道〈Osaka Metro〉）御堂筋線の電車内で、2人組の男X・Yが女性Bに痴漢行為をしていた。犯行を目撃した女性A（当時20歳）がBのジッパーを上げてBを逃がした。Aも過去にX・Yから痴漢被害に遭っていたことから、「前にも会ったでしょう」と咎めると、X・Yは「この前（Aが痴漢被害に遭っていた時に）一緒にいた女に会わせろ」と女性Aの首などをつかんだ。Aは警察の事情聴取に対し「（電車内）周りの人は怖がってジロジロ見るだけで、声を出してもし誰も来てくれなかったら、今度は何をされるかわからないと思った」と助けを求められなかった旨の内を話している。男X・Yは電車から連れ出したAを大阪市・堺市内に連れ回した。23時50分ごろ、男X・Yは女性Aをマンション建築現場に無理やり連れ込んで、バンドで殴る・ノコギリで脅すなどして強姦した。X・Yは痴漢行為を通して知り合った仲間だった。

## 裁判
犯人のうち1人は犯行動機を「付き合っていた女に逃げられ、ムシャクシャしていたから」と証言した。弁護人は「女性にも落ち度があった。逃げようと思えば、逃げられた」「周囲の人間が見て見ぬふりをしなければ、犯罪に至らなかった」などの弁護を行った。検察はX・Yの2被告人に対し懲役4年を求刑したが、裁判所は「前途ある青年である」こと、「同情すべき成育歴がある」ことで情状酌量の余地があるとし、懲役3年6カ月の判決を下した。

## 社会への影響
判決に対しては、加害者であるはずの「前途ある青年」ばかりに配慮し、被害者女性をあまりにも軽くみているとして、当時の「性犯罪に甘い」風潮に疑問・不満の声があがり、この事件を機に「性暴力を許さない女の会」が発足し、同会は事件翌月に大阪市交通局（Osaka Metroの前身）と関西私鉄各社に
- 性暴力をなくすよう、車内広告やアナウンスなどで積極的なPR活動をする。
- 性暴力を誘発するようなポスターなどを掲示しない。
- 駅員（できれば女性）を増員し、女性の性暴力被害を防ぐと共に、被害があった場合は迅速な対応を行う。

の3点を要望する要望書を提出し、これに対し大阪市交通局、各私鉄、大阪府警察鉄道警察隊は「性暴力対策委員会」を発足させ、
- 巡視や見回りの強化。
- 女性に気をつけるよう自衛手段をとるよう協力を求める。

という対策を行った。
1989年3月には、大阪府警と関西鉄道協会が
という内容の痴漢対策ポスターを制作した。
4月14日には性暴力を許さない女の会が「Stop！ザ・レイプ」集会を開き、400人のホールが満員となった。
1994年には、大阪府警鉄警隊がポスター制作にあたって「意見を聞きたい」と性暴力を許さない女の会に連絡した。同会は「『迷惑行為』ではなく『痴漢』という言葉を使って欲しい」ということなどを伝え、同年5月頃から貼られるようになったポスターには「痴漢は犯罪です」という文字が書かれた。性暴力を許さない女の会はその後も活動を続けている。